# Apioscelis compacta
Apioscelis compacta är en insektsart som beskrevs av Brunner von Wattenwyl 1890. Apioscelis compacta ingår i släktet Apioscelis och familjen Proscopiidae. Inga underarter finns listade i Catalogue of Life.